# Kajak i kanu na OI 2016.
Kajak i kanu na OI 2016. u Rio de Janeiru održao se od 7. do 20. kolovoza. Natjecanja u kajaku su se održala u Estádio de Canoagem Slalom  (slalom) i Lagoa Rodrigo de Freitasu (sprint).

## Osvajači odličja

### Slalom
| Kategorija  | Zlato                                   | Srebro                                                 | Bronca                                   |
| C1 muškarci | Denis Gargaud Chanut Francuska          | Matej Beňuš Slovačka                                   | Takuya Haneda Japan                      |
| C2 muškarci | Slovačka Ladislav Škantár Peter Škantár | Ujedinjeno Kraljevstvo David Florence Richard Hounslow | Francuska Gauthier Klauss Matthieu Péché |
| K1 muškarci | Joseph Clarke Ujedinjeno Kraljevstvo    | Peter Kauzer Slovenija                                 | Jiří Prskavec Češka                      |
| K1 žene     | Maialen Chourraut Španjolska            | Luuka Jones Novi Zeland                                | Jessica Fox Australija                   |

### Sprint

#### Muškarci
| Kategorija | Zlato                                                        | Srebro                                                 | Bronca                                                  |
| C1 200 m   | Yuriy Cheban Ukrajina                                        | Valentin Demyanenko Azerbajdžan                        | Isaquias Queiroz Brazil                                 |
| C1 1000 m  | Sebastian Brendel Njemačka                                   | Isaquias Queiroz Brazil                                | Serghei Tarnovschi Moldavija                            |
| C2 1000 m  | Sebastian Brendel Jan Vandrey Njemačka                       | Erlon Silva Isaquias Queiroz Brazil                    | Dmytro Ianchuk Taras Mishchuk Ukrajina                  |
| K1 200 m   | Liam Heath Ujedinjeno Kraljevstvo                            | Maxime Beaumont Francuska                              | Saúl Craviotto ŠpanjolskaRonald Rauhe Njemačka          |
| K1 1000 m  | Marcus Walz Španjolska                                       | Josef Dostál Češka                                     | Roman Anoshkin Rusija                                   |
| K2 200 m   | Saúl Craviotto Cristian Toro Španjolska                      | Liam Heath Jon Schofield Ujedinjeno Kraljevstvo        | Aurimas Lankas Edvinas Ramanauskas Litva                |
| K2 1000 m  | Max Rendschmidt Marcus Gross Njemačka                        | Marko Tomićević Milenko Zorić Srbija                   | Ken Wallace Lachlan Tame Australija                     |
| K4 1000 m  | Njemačka Max Rendschmidt Tom Liebscher Max Hoff Marcus Gross | Slovačka Denis Myšák Erik Vlček Juraj Tarr Tibor Linka | Češka Daniel Havel Lukáš Trefil Josef Dostál Jan Štěrba |

#### Žene
| Kategorija | Zlato                                                                 | Srebro                                                                  | Bronca                                                                             |
| K1 200 m   | Lisa Carrington Novi Zeland                                           | Marta Walczykiewicz Poljska                                             | Inna Osypenko-Radomska Azerbajdžan                                                 |
| K1 500 m   | Danuta Kozák Mađarska                                                 | Emma Jørgensen Danska                                                   | Lisa Carrington Novi Zeland                                                        |
| K2 500 m   | Gabriella Szabó Danuta Kozák Mađarska                                 | Franziska Weber Tina Dietze Njemačka                                    | Beata Mikołajczyk Karolina Naja Poljska                                            |
| K4 500 m   | Mađarska Gabriella Szabó Danuta Kozák Tamara Csipes Krisztina Fazekas | Njemačka Sabrina Hering Franziska Weber Steffi Kriegerstein Tina Dietze | Bjelorusija Marharyta Makhneva Nadzeya Liapeshka Volha Khudzenka Maryna Litvinchuk |